# Robert Smith (homme politique ontarien)
Pour les articles homonymes, voir Robert Smith et Smith.
Robert Smith (11 avril 1819-19 septembre 1900) est un homme politique canadien de l'Ontario. Il est député fédéral libéral de la circonscription ontarienne de Peel de 1872 à 1878.

## Biographie
Né dans le comté d'Armagh en Irlande, Smith immigre dans les colonies d'Amérique du Nord britannique avec sa famille en 1828 et s'établit à Home District dans le Canada-Ouest, aujourd'hui comté de Peel (en) en Ontario.
Smith débute en politique en servant comme conseiller du Chinguacousy Township (en) et du comté de Peel. Il est candidat défait dans la circonscription provinciale de Peel (en) en 1867. Élu député fédéral en 1872 et réélu en 1874, il est défait en 1878.